# ユーラシア経済連合

ユーラシア経済連合

ユーラシア経済連合（ユーラシアけいざいれんごう、ロシア語: Евразийский экономический союз）は、ユーラシア経済共同体を前身とする経済同盟。略称は頭字語が用いられ、英語圏ではEEUまたはEAEUと呼ばれる。連合の原語は「同盟」とも訳されてきたСоюзであることから、ユーラシア経済同盟とも訳される。

## 歴史
2014年5月29日にカザフスタンのアスタナで創設条約を調印、2015年1月1日に発足した。2日にはアルメニア、同年5月にはキルギスが新規加盟。2017年4月にはモルドバ（イゴル・ドドン政権）が初のオブザーバー国となった。
2015年5月8日にロシアのウラジーミル・プーチン大統領と中国の習近平国家主席（党総書記）は、ユーラシア経済連合と中国の一帯一路構想を連携させるとする共同声明を発表し、同年5月29日にはユーラシア経済連合は初の自由貿易協定をベトナムと締結した。同年11月17日にプーチン大統領はアメリカの主導する環太平洋戦略的経済連携協定（TPP）を批判し、中国のシルクロード経済ベルトとロシアのユーラシア経済連合の連携がアジア太平洋の繁栄をもたらすとする寄稿を世界のメディア各紙に行った。
2016年6月17日にプーチン大統領は中国・インド・パキスタン・イランなどの上海協力機構加盟国とユーラシア経済連合を軸に築く「大ユーラシア・パートナーシップ」構想と、第一段階として中国と連携する方針をサンクトペテルブルク国際経済フォーラムで発表し、25日のプーチン大統領の訪中で同構想の共同研究が合意され、2017年にプーチン大統領は一帯一路国際協力サミットフォーラム開幕式での演説やAPECに向けて発表した論文でも同構想を述べ、2019年6月に中露首脳会談後の記者会見で習国家主席とプーチン大統領は大ユーラシア・パートナーシップの構築で協力することを表明し、中露共同声明に盛り込まれた。
2018年5月17日、中国との貿易経済協力協定とイランとの暫定自由貿易協定が締結された。2019年5月29日、カザフスタンの首都ヌルスルタンで最高意思決定機関の最高ユーラシア経済評議会は、カザフスタン元大統領ヌルスルタン・ナザルバエフを名誉議長に任命することを全会一致で決定した。
2023年12月25日、イランとの自由貿易協定が締結された。この協定は恒久的となる。2024年12月26日、イランはオブザーバー国となった。

## 加盟国

加盟国
オブザーバー
候補国

| 国名         | 署名日         |
| ------------ | -------------- |
| ロシア       | 2014年5月29日  |
| ベラルーシ   | 2014年5月29日  |
| カザフスタン | 2014年5月29日  |
| アルメニア   | 2014年10月10日 |
| キルギス     | 2014年12月23日 |

### オブザーバー
- モルドバ[7]
- ウズベキスタン[26]
- キューバ[26]
- イラン[23]

### 候補国
- タジキスタン
- モンゴル
- シリア

## 加盟国の拡大
ユーラシア経済連合の拡大には、すべての既存加盟国の同意と候補者による既存のEEU法の採択、およびユーラシア経済委員会による以前の決定の実施も条件となる。同連合の拡大に関する現在の議題は、主にタジキスタンへ焦点を当てられている面が強い。
2020年にオブザーバーとなったウズベキスタンは、2024年10月17日に正式加盟を当面の間見送る方針を明らかにした。アクマル・サイドフ国民議会第一副議長は、カザフスタンが加盟による利益を殆ど得られていないことを例に挙げ「オブザーバーの地位を維持することがウズベキスタンの最善の利益である」と述べた。
また、ベトナム、ニュージーランド、トルコ、インド、イスラエル、エジプト、中華人民共和国、セルビアなどがユーラシア経済連合との貿易協定を希望している。